# Konda-Schwert

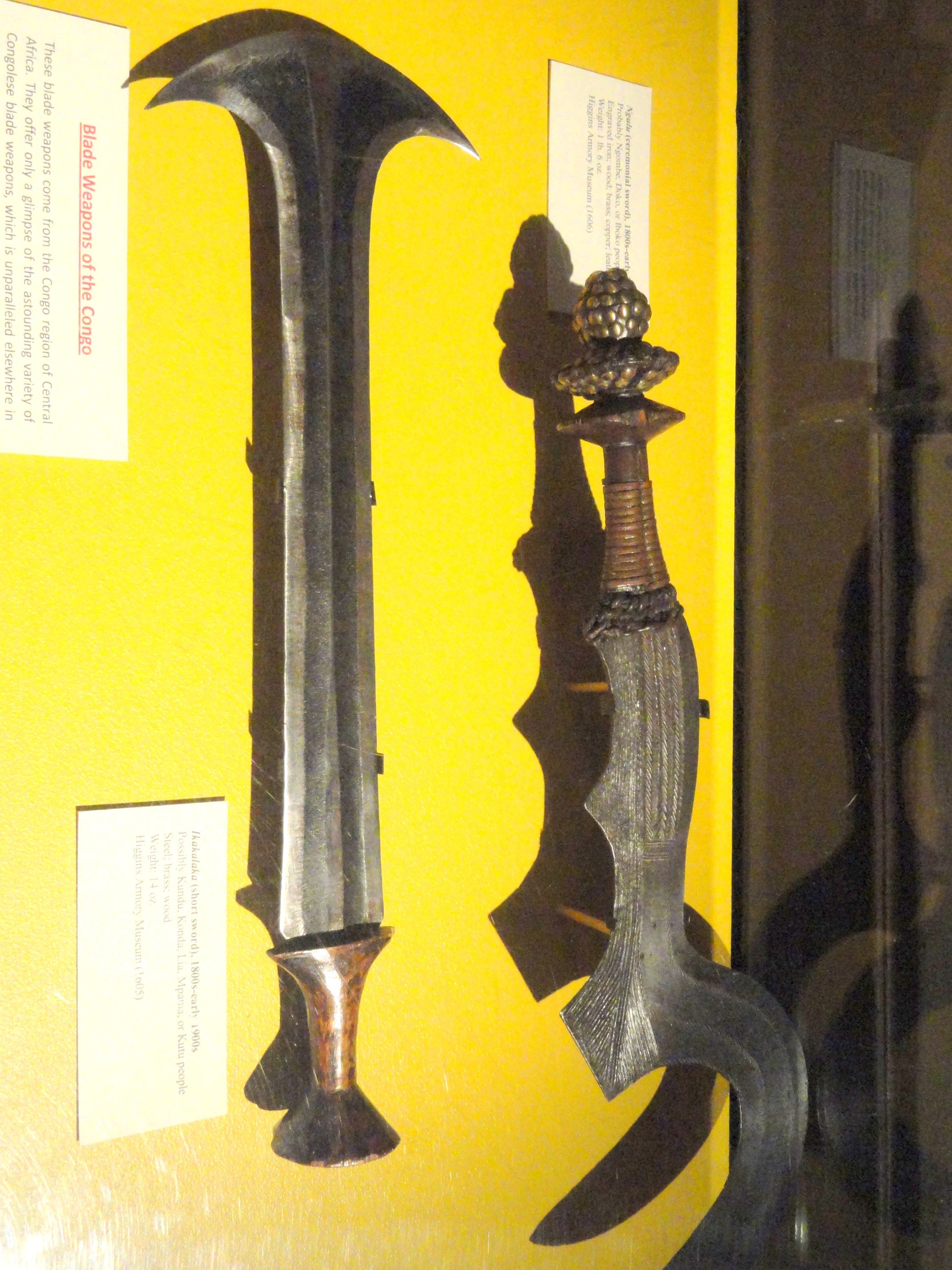
Konda-Schwert (unten) im Higgins Armory Museum

Das Konda-Schwert ist ein afrikanisches Schwert bzw. Messer oder Kurz-Schwert der Konda (auch Ekonda), einem Mongo-Volk, welches zu der Bantu-Volksgruppe in der Provinz Équateur in der Demokratischen Republik Kongo gehört. Die Eigenbezeichnung wird mit Efamba oder Ikakalaka angegeben.

## Beschreibung
Das Schwert ist symmetrisch und hat eine zweischneidige Klinge. Das Klingenmaterial ist in der Regel Eisen oder Messing. Der Ort ist halbmondförmig und hat an jeder Schneide eine abgebogene Außenseite, was in zwei Spitzen resultiert. Durch diesen charakteristischen Ort kann die Waffe nur als Hiebwaffe verwendet werden; eine Verwendung als Stichwaffe ist nicht möglich. Das Heft besteht in der Regel aus Holz und weist einen großen Knauf auf.

## Verwendung
Obwohl der Schwerttyp im Antiquitätenhandel und in Museen bekannt ist, erfolgte bisher keine umfassende wissenschaftliche Untersuchung. Der Antiquitätenhandel beschreibt den Zweck des Schwertes oft als Richtschwert der Sklavenhalter für Enthauptungen sowie vorausgegangenen Verstümmelungen wie Abtrennen der Gliedmaßen. Die beiden Spitzen sollten die Drohwirkung steigern und auch zum Aufspießen von Gliedmaßen verwendet worden sein. Wissenschaftlichere Quellen vermuten eher eine Verwendung als Prunk- bzw. Zeremonialwaffe, ebenso als Tauschobjekte.

## Varianten
Es gibt auch viele Waffen die dem beschriebenen Typ ähneln. Dazu gehört die Variante mit einer geteilten Klinge. Eine weitere Variante ist ein Statusmesser der Nkundu, welche nördlich der Konda beheimatet sind. Dieser Typ hat eine rechtwinklig „abgeschnittene“ Klinge, also keinen halbmondförmigen Ort.
Es gibt weiterhin klar als Zeremonialwaffe erkannte Ausführungen, die mehr oder weniger dem beschriebenen Typ ähneln.

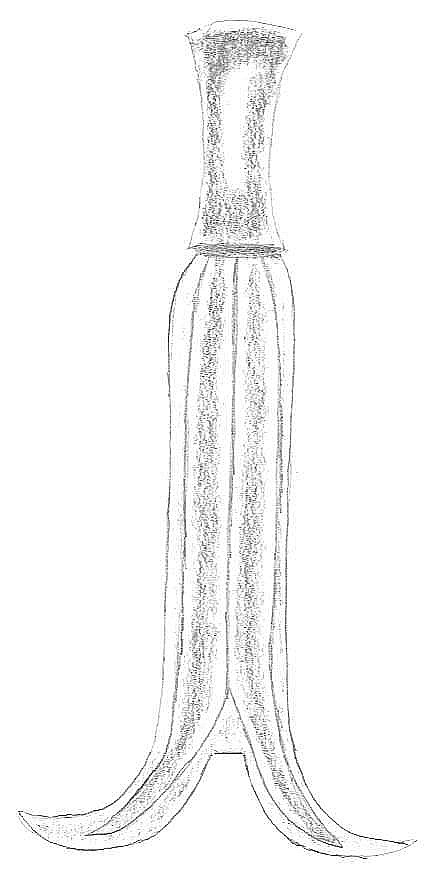
Mit geteilter Klinge
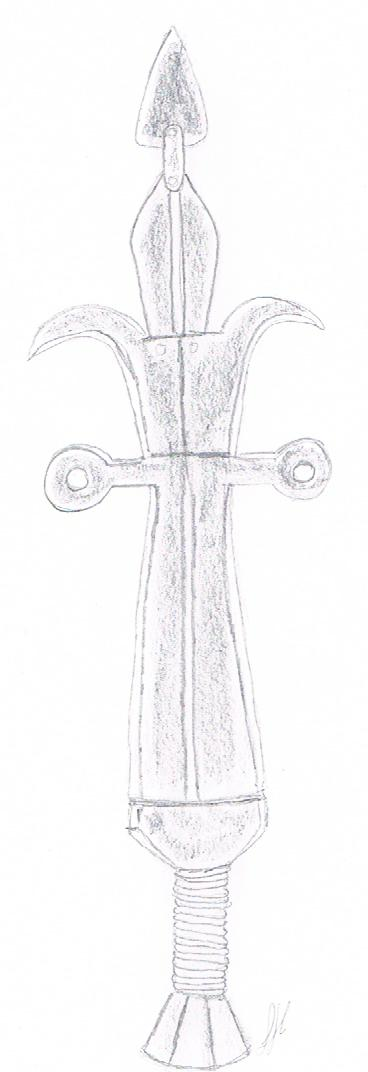
Zeremonialkurzschwert
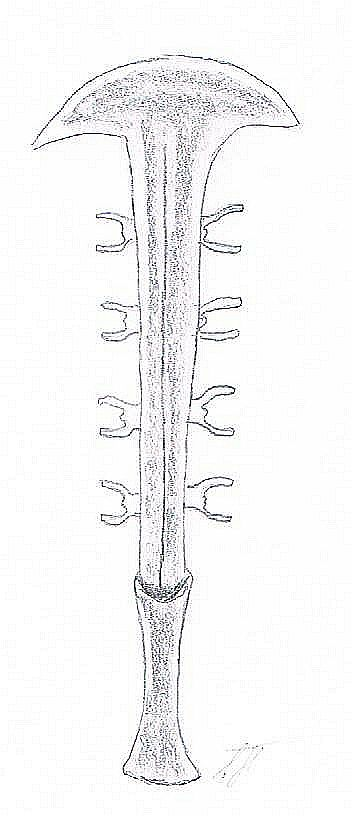
Zeremonialkurzschwert
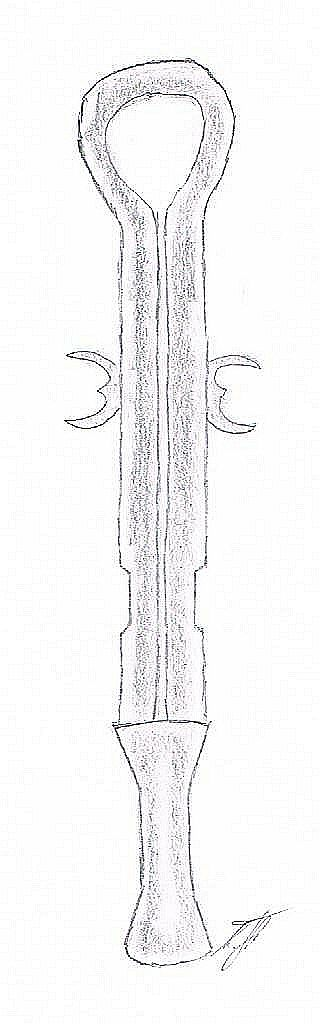
Mit ringförmig geschlossenem Ort